# Adolf-Reichwein-Gesamtschule
Die Adolf-Reichwein-Gesamtschule im Lüdenscheider Stadtteil Wehberg ist eine Ganztagsschule. Rund 1300 Schüler werden von ca. 95 Lehrern unterrichtet. Die Schule ist die einzige Gesamtschule in Lüdenscheid. Sie ist nach dem Widerstandskämpfer und Pädagogen Adolf Reichwein benannt.
An der Schule können der Hauptschulabschluss nach dem 9. und 10. Schuljahr, der Realschulabschluss mit und ohne Qualifikation, die Fachhochschulreife sowie das Abitur erworben werden.

## Geschichte
Im Jahr 1987 wurden der heutige Altbau mit den Trakten A und B, die Bibliothek, die Turnhalle sowie ein Teil der Verwaltung eingeweiht. Im A-Trakt sind größtenteils Fachräume für den naturwissenschaftlichen Unterricht und kleine Hörsäle – genannt „Demo-Räume“ – untergebracht. Hinzu kommen die Klassenräume der Oberstufe im Obergeschoss und die Fachräume für den Musikunterricht im Untergeschoss. Im Laufe der Jahre musste die Schule erweitert werden, um der wachsenden Zahl der Schüler gerecht zu werden. So wurde ein zusätzlicher, moderner C-Trakt angebaut, wo heute die Klassen 7–10 untergebracht sind. Außerdem sind dort die Mensa mit Küche, eine kleine Gymnastikhalle, die Fachräume für die Hauswirtschafts- und Technikkurse (Untergeschoss) und ein Spielebereich für Schüler, betreut durch Sozialpädagogen, untergebracht. Die Schüler können durch ein großes Portal vom C-Trakt in die Pausenhalle hindurchgehen, während die Lehrer über eine Anbindung an das Lehrerzimmer durch einen kleinen Zusatzanbau mit Verbindungsflur verfügen. In diesem Zusatzanbau ist auch ein weiterer Teil der Verwaltung untergebracht.
Die Schule besitzt zudem einen großen Schulgarten sowie je ein Atrium zwischen Bibliothek und Pausenhalle und zwischen B- und C-Trakt. Auf dem unteren Schulhof, dem größeren der beiden Schulhöfe, befindet sich ein großzügig gestaltetes Amphitheater, das durch den Förderverein mitfinanziert wurde. Seit dem Schuljahr 2010/2011 sind die grundsanierten Toiletten für alle Angehörigen der Schule im Untergeschoss des A-Traktes geöffnet. Um die Sauberkeit und den derzeitigen Zustand der Toiletten zu erhalten und um die inzwischen extra dafür eingestellte Toilettenfachkraft bezahlen zu können, müssen alle am Anfang des Schuljahres eine Benutzungsgebühr in Höhe von 2,50 Euro pro Schüler entrichten.
Es war zunächst eine Hauptschule, ehe sie in eine Gesamtschule umgewandelt wurde und die heutigen Hauptschulen in Lüdenscheid ihren Dienst aufnahmen.

## Veranstaltungen
Es wird jährlich ein großer Adventsbasar am ersten Samstag vor dem 1. Advent veranstaltet. Der Erlös geht an den Förderverein der Schule, der damit Projekte wie z. B. neue Turngeräte für die angrenzende Turnhalle finanziert. Zusätzlich veranstaltet die Schule immer wieder Jahrgangsturniere sowie Sportfeste auf dem Kunstrasenplatz hinter der Turnhalle.

## Schulleiter
- Harald Kredler (1987–2003)
- Michael Lohr (2003–2014)
- Frank Bisterfeld (2014–2022)
- Sven Arriens (seit 2022)

## Schulpartnerschaften
Die Gesamtschule unterhält Schulpartnerschaften zu Schulen in
- Le Havre, Frankreich
- Myślenice, Polen
- Hastings, Großbritannien
- Calderdale/Brighouse, Großbritannien
- Den Helder, Niederlande
- Leuven, Belgien
- Taganrog, Russland

## Zertifikate
Die Schule ist seit 2019 Europaschule.
Die Gesamtschule hat die Zertifikate Schule ohne Rassismus – Schule mit Courage sowie seit 2009 das Gütesiegel „Berufswahlorientierung“ erhalten.